# VietJet Air
VietJet Air er et flyselskab fra Vietnam. Selskabet blev grundlagt i 2007 under navnet Vietnam Aviation Joint Stock Company, og er i dag ejet af VietJet Air Corporation.
VietJet Air råder over en flyflåde på 18 fly, fortrinsvis Airbus A320.